# فرودگاه رابرت (باب) کورتیس مموریال
فرودگاه رابرت (باب) کورتیس مموریال (به انگلیسی: Robert (Bob) Curtis Memorial Airport) یک فرودگاه همگانی با کد یاتا ORV است که یک باند فرود شن دارد و طول باند آن ۱۲۱۹ متر است. این فرودگاه در کشور ایالات متحده آمریکا قرار دارد و در ارتفاع ۱۷ متری از سطح دریا واقع شده است.